# Zurmi
Zurmi é uma Área de governo local no Zamfara (estado), Nigéria. Sua sede está na cidade de Zurmi em12° 46′ 00″ N, 6° 47′ 10″ L.
Possui uma área de 2834 km² e uma população de 293.837 no censo de 2006.
O código postal da área é 882. compartilha fronteira com Níger república do norte e Katsina estado do leste seu ponto final na vila mais povoada Gurbin Bore sob Kwashabawa (ward) depois de atravessar a ponte interestadual construída no início de 1990, 4 anos após o estabelecimento do estado inteiro em 1996.